# Norio Omura
Norio Omura (小村 徳男, Omura Norio, Matsue, 6 september 1969) is een Japans voormalig voetballer die als verdediger speelde.

## Carrière
Norio Omura speelde tussen 1992 en 2008 voor Yokohama F. Marinos, Vegalta Sendai, Sanfrecce Hiroshima, Yokohama FC en Gainare Tottori.

## Japans voetbalelftal
Norio Omura debuteerde in 1995 in het Japans nationaal elftal en speelde 30 interlands, waarin hij 4 keer scoorde.

## Statistieken
| Japans voetbalelftal | Japans voetbalelftal | Japans voetbalelftal |
| Jaar                 | Wed.                 | Dlp.                 |
| -------------------- | -------------------- | -------------------- |
| 1995                 | 4                    | 0                    |
| 1996                 | 12                   | 2                    |
| 1997                 | 10                   | 2                    |
| 1998                 | 4                    | 0                    |
| Totaal               | 30                   | 4                    |